# Tinjan
Tinjan (italsky Antignana) je vesnice a správní středisko stejnojmenné opčiny v Chorvatsku v Istrijské župě. Nachází se asi 10 km jihozápadně od Pazinu. V roce 2011 žilo v Tinjanu 417 obyvatel, v celé opčině pak 1 684 obyvatel.
Součástí opčiny jsou celkem osm trvale obydlených vesnic. Dříve byly součástí opčiny i bývalé vesnice Banki, Bašići, Grintavica, Hlistići, Kmačići, Milotići, Mofardini, Peljaki, Srbinjak, Šurani a Tomičini.
- Brčići – 100 obyvatel
- Brečevići – 187 obyvatel
- Jakovici – 268 obyvatel
- Kringa – 315 obyvatel
- Muntrilj – 77 obyvatel
- Radetići – 210 obyvatel
- Tinjan – 417 obyvatel
- Žužići – 110 obyvatel

Opčinou prochází státní silnice D48 a župní silnice Ž5074 a Ž5075.